# VR meine Raiffeisenbank
Die VR meine Raiffeisenbank eG war eine deutsche Genossenschaftsbank mit Sitz im bayerischen Altötting. Das Geschäftsgebiet umfasste die südostbayerischen Landkreise Altötting, Mühldorf und Traunstein. Im Jahre 2020 fusionierte die Bank mit der Volksbank Raiffeisenbank Rosenheim-Chiemsee eG. Das fusionierte Institut trägt den Namen meine Volksbank Raiffeisenbank eG.

## Geschichte
Die Bank wurde 1892 gegründet und firmierte bis 2008 unter den Namen "Raiffeisen-Volksbank in den Landkreisen Altötting-Mühldorf eG".
Im Jahr 2015 fusionierte sie mit der VR-Bank Burghausen-Mühldorf eG. Letztere wurde am 4. April 1912 in Mühldorf gegründet, fusionierte 2001 mit der Raiffeisenbank Ampfing eG und 2006 mit der Raiffeisenbank Burghausen eG.
2017 fusionierte sie dann mit der Raiffeisenbank Trostberg-Traunreut eG.

## Wirtschaftliche Daten
Die VR meine Raiffeisenbank eG hatte 39 Geschäftsstellen betrieben. 
Für 2019 wurde eine Bilanzsumme von 3.749 Mio. Euro ausgewiesen. Von den über 119.000 Kunden waren 44.000 zugleich Mitglieder.

## Kooperationen
Die VR meine Raiffeisenbank eG kooperierte mit den Verbundunternehmen des genossenschaftlichen Finanzverbundes und war Mitglied in der Sicherungseinrichtung des Bundesverbandes der Deutschen Volksbanken und Raiffeisenbanken.